# Kind Hearted Woman Blues
Kind Hearted Woman Blues ist ein Bluessong, den der legendäre Deltabluessänger Robert Johnson am 23. November 1936 im Zimmer 414 des Gunter Hotel in San Antonio, Texas aufgenommen hat. Es existieren 2 verschiedene Versionen, die erste Aufnahme ist auf King of the Delta Blues Singers (1961) zu hören, beide Versionen auf The Complete Recordings (1990). Die Originalversion wurde im März 1937 auf Vocalion 03416 und ARC 7-03-56 als 78rpm - Single veröffentlicht.
Kind Hearted Woman war der erste Song der Aufnahmesession und wurde nach dem Vorbild von "Cruel Hearted Woman Blues" von Bumble Bee Slim gestaltet, dieser Song war ein Hit für Slim, der wiederum auf "Mean Mistreater Mama" von Leroy Carr und Scrapper Blackwell beruht. Auch wenn der Song aus vielen Quellen schöpft, so verbindet Johnson  die Vorbilder doch mit höchst individuellen Stil.
Das Gesamtwerk von Robert Johnson und damit auch dieser Song wurde 2003 vom National Recording Preservation Board der Library of Congress ausgewählt und damit als Lied, das kulturell herausragend ist, ausgezeichnet.

## Coverversionen
Wie viele andere Songs von Robert Johnson ist Kind Hearted Woman Blues ein Fixpunkt im Repertoire von Bluessängern und -bands.
- Rory Block
- David Bromberg
- Greg Brown
- Eric Clapton
- Ralph Covert and the Bad Examples
- Peter Green
- Diamond Jim Greene
- Roger Hubbard
- Colin James
- Fred James
- Tim Langford
- Rocky Lawrence
- Robert Lockwood jr.
- Bob Margolin, Pinetop Perkins
- Ralph McTell
- Keb’ Mo’
- John Mooney and Bluesiana
- Louis Myers
- Philadelphia Jerry Ricks & Oscar Klein
- Johnny Shines
- Houston Stackhouse
- Eddie Taylor
- George Thorogood & The Destroyers
- Muddy Waters
- Charlie “Choo Choo” Williams
- Paul Williams & Friends
- Johnny Winter
- The Youngbloods

Quelle: